# Stefan Tomicki
Stefan Tomicki (ur. 1 lipca 1915 w Raduckim Folwarku k. Wielunia, zm. 9 kwietnia 1943 w Holandii) – podporucznik pilot Polskich Sił Powietrznych w Wielkiej Brytanii.

## Życiorys
Stefan Tomicki służył jako podoficer w 1. Pułku Lotniczym w 217 Eskadrze Bombowej jako pilot samolotu PZL.37 Łoś.
We wrześniu 1939 roku latał bojowo w 217 eskadrze. Poprzez Rumunię został ewakuowany do Francji, gdzie walczył w PSP we Francji w X Kluczu Kominowym porucznika Jana Falkowskiego. Razem z pozostałymi pilotami klucza 24 czerwca dotarł do Wielkiej Brytanii. Tutaj został przyjęty do RAFu (numer służbowy RAF 782361, polski numer P 1916) i wkrótce został przydzielony jako pilot do 300 Dywizjonu Bombowego Ziemi Mazowieckiej.
Następnie został przeniesiony do Dywizjon 305. 6 sierpnia 1941 roku pilotowany przez niego Wellington W 5593 został zestrzelony przez Me-110 nad Holandią. Z sześcioosobowej załogi zginęło trzech (por. Jerzy Sukiennik, Mieczysław Saferna, Wacław Ryba), pozostali uratowali się (dowódca Szczepan Ścibior, Michał Kowalski i Stefan Tomicki). Tomickiemu i Kowalskiemu udało się uniknąć niewoli. Po blisko pół rocznym ukrywaniu i przemieszczaniu się z miejsca na miejsce, udało się im wrócić do Anglii, gdzie 4 stycznia 1942 roku zameldowali się w swojej bazie.
Ostatni lot bojowy Stanisław Tomicki odbył 9 kwietnia 1943 (Wellington Mk. X, HE 148, code BH-T). Jako członek załogi Vickers Wellington Mk X wystartował z zadaniem bombardowania Duisburga. U wybrzeży Holandii samolot został zestrzelony przez niemiecką artylerię przeciwlotniczą. Cała załoga zginęła.

## Zwycięstwa powietrzne
Na liście Bajana figuruje na 376. pozycji z 1/4 zestrzeleniem pewnym.

## Ordery i odznaczenia
- Virtuti Militari V kl[2]
- trzykrotnie Krzyżem Walecznych
- Medal Lotniczy